# Daugirdas Šemiotas
Daugirdas Šemiotas (Kaunas, 1983. május 20. –) litván amatőr ökölvívó.

## Amatőr eredményei
- 2001-ben ezüstérmes a junior Európa-bajnokságon középsúlyban.
- 2005-ben a világbajnokságon a negyeddöntőben kapott ki a későbbi döntős horvát Marijo Šivolijától, így nem szerzett érmet.
- 2007-ben bronzérmes a világbajnokságon félnehézsúlyban, az elődöntőben az orosz Artur Beterbijevtől szenvedett vereséget.